# سیلوی وی
سیلوی وی (انگلیسی: Sylvie Weil؛ زادهٔ ۱۲ سپتامبر ۱۹۴۲) پروفسور و نویسنده فرانسوی است. او برای رمان‌هایش برای کودکان و نوشتن در مورد خانواده برجسته و فرهیخته‌اش شامل آندره وی و سیمون وی شناخته شده است.

## زندگینامه
وی در سال ۱۹۴۲ در ایالات متحده زاده شد. خانواده‌اش وقتی که او سه سال داشت، به برزیل و وقتی که پنج سال داشت، به شیکاگو رفتند. بیشتر تحصیلات او در پاریس بود. وی دختر آندره وی ریاضیدان و برادرزاده سیمون وی فیلسوف است. او هیچگاه عمه‌اش که کمی بعد از تولد وی درگذشت را ملاقات نکرد. گفته می‌شود که این دو زن «شباهت فیزیکی عجیبی با یکدیگر» داشتند. شرح حال وی در مورد خانواده‌اش با عنوان در خانه با آندره و سیمون وی (به انگلیسی: At Home with André and Simone Weil) ترجمه شد.